# Panutche Camara
Panutche Amadu Pereira Camara (Canchungo, 28 febbraio 1997) è un calciatore guineense, centrocampista del Crawley Town e della nazionale guineense.

## Carriera

### Club
Ha giocato nella terza e nella quarta divisione inglese.

### Nazionale
È stato convocato dalla nazionale guineense per la Coppa d'Africa 2021.

## Statistiche

### Presenze e reti nei club
Statistiche aggiornate all'11 gennaio 2022.
| Stagione            | Squadra             | Campionato          | Campionato | Campionato | Coppe nazionali | Coppe nazionali | Coppe nazionali | Coppe continentali | Coppe continentali | Coppe continentali | Altre coppe | Altre coppe | Altre coppe | Totale | Totale | Totale |
| Stagione            | Squadra             | Comp                | Pres       | Reti       | Comp            | Pres            | Reti            | Comp               | Pres               | Reti               | Comp        | Pres        | Reti        | Pres   | Reti   |        |
| ------------------- | ------------------- | ------------------- | ---------- | ---------- | --------------- | --------------- | --------------- | ------------------ | ------------------ | ------------------ | ----------- | ----------- | ----------- | ------ | ------ | ------ |
| 2017-2018           | Crawley Town        | FL2                 | 29         | 2          | FACup+CdL       | 1+1             | 0+1             | -                  | -                  | -                  | EFLT        | 3           | 0           | 34     | 3      |        |
| 2018-2019           | Crawley Town        | FL2                 | 45         | 3          | FACup+CdL       | 2+1             | 0               | -                  | -                  | -                  | EFLT        | 2           | 0           | 50     | 3      |        |
| 2019-2020           | Crawley Town        | FL2                 | 29         | 1          | FACup+CdL       | 1+3             | 0               | -                  | -                  | -                  | EFLT        | 1           | 0           | 34     | 1      |        |
| Totale Crawley Town | Totale Crawley Town | Totale Crawley Town | 103        | 6          |                 | 9               | 1               |                    | -                  | -                  |             | 6           | 0           | 118    | 7      |        |
| 2020-2021           | Plymouth            | FL1                 | 41         | 2          | FACup+CdL       | 4+2             | 2+1             | -                  | -                  | -                  | EFLT        | 1           | 0           | 48     | 5      |        |
| 2021-2022           | Plymouth            | FL1                 | 24         | 3          | FACup+CdL       | 3+2             | 0+1             | -                  | -                  | -                  | EFLT        | 1           | 0           | 30     | 4      |        |
| Totale Plymouth     | Totale Plymouth     | Totale Plymouth     | 65         | 5          |                 | 11              | 4               |                    | -                  | -                  |             | 2           | 0           | 78     | 9      |        |
| Totale carriera     | Totale carriera     | Totale carriera     | 168        | 11         |                 | 20              | 5               |                    | -                  | -                  |             | 8           | 0           | 196    | 16     |        |

### Cronologia presenze e reti in nazionale
| Cronologia completa delle presenze e delle reti in nazionale ― Guinea-Bissau | Cronologia completa delle presenze e delle reti in nazionale ― Guinea-Bissau | Cronologia completa delle presenze e delle reti in nazionale ― Guinea-Bissau | Cronologia completa delle presenze e delle reti in nazionale ― Guinea-Bissau | Cronologia completa delle presenze e delle reti in nazionale ― Guinea-Bissau | Cronologia completa delle presenze e delle reti in nazionale ― Guinea-Bissau | Cronologia completa delle presenze e delle reti in nazionale ― Guinea-Bissau | Cronologia completa delle presenze e delle reti in nazionale ― Guinea-Bissau |
| Data                                                                         | Città                                                                        | In casa                                                                      | Risultato                                                                    | Ospiti                                                                       | Competizione                                                                 | Reti                                                                         | Note                                                                         |
| ---------------------------------------------------------------------------- | ---------------------------------------------------------------------------- | ---------------------------------------------------------------------------- | ---------------------------------------------------------------------------- | ---------------------------------------------------------------------------- | ---------------------------------------------------------------------------- | ---------------------------------------------------------------------------- | ---------------------------------------------------------------------------- |
| 11-1-2022                                                                    | Garoua                                                                       | Sudan                                                                        | 0 – 0                                                                        | Guinea-Bissau                                                                | Coppa d'Africa 2021 - 1º turno                                               | -                                                                            | 85’                                                                          |
| 15-1-2022                                                                    | Garoua                                                                       | Guinea-Bissau                                                                | 0 – 1                                                                        | Egitto                                                                       | Coppa d'Africa 2021 - 1º turno                                               | -                                                                            | 88’                                                                          |
| 19-1-2022                                                                    | Garoua                                                                       | Guinea-Bissau                                                                | 0 – 2                                                                        | Nigeria                                                                      | Coppa d'Africa 2021 - 1º turno                                               | -                                                                            | 70’                                                                          |
| Totale                                                                       |                                                                              | Presenze                                                                     | 3                                                                            |                                                                              | Reti                                                                         | 0                                                                            |                                                                              |